# San Rafael de Horta
San Rafael de Horta är en ort i Mexiko.   Den ligger i kommunen Abasolo och delstaten Guanajuato, i den centrala delen av landet, 280 km nordväst om huvudstaden Mexico City. San Rafael de Horta ligger 1 699 meter över havet och antalet invånare är 626.
Terrängen runt San Rafael de Horta är platt åt sydväst, men åt nordost är den kuperad. Runt San Rafael de Horta är det tätbefolkat, med 369 invånare per kvadratkilometer. Närmaste större samhälle är Abasolo, 19,6 km söder om San Rafael de Horta. Trakten runt San Rafael de Horta består till största delen av jordbruksmark.